# Communauté rurale de Ndiamacouta
La communauté rurale de Ndiamacouta est une ancienne communauté rurale du Sénégal située en Casamance, au sud du pays. 
Dotée d'une nouvelle configuration en 2008, elle fait partie de l'arrondissement de Boghal, du département de Bounkiling et de la région de Sédhiou.
En 2011, elle est scindée pour créer la commune de Ndiamacouta et une nouvelle CR, la communauté rurale de Ndiamalathiel.